# Mats Ottosson
Mats Ottosson, född 30 juli 1962, är en svensk författare och tillika programledare på Naturmorgon i Sveriges Radio P1.
Ottosson har skrivit ett drygt tjugotal böcker om resor i Sverige, natur och hälsa, de flesta tillsammans med hustrun Åsa Ottosson. Paret har också skrivit texter till flera av fotografen Roine Magnussons böcker, bland annat den Augustprisnominerade Nära fåglar. Ottosson har också skrivit text till naturfotografen Jörgen Wiklunds uppmärksammade bok Sveriges sötvattensfiskar.